# Luca Contile

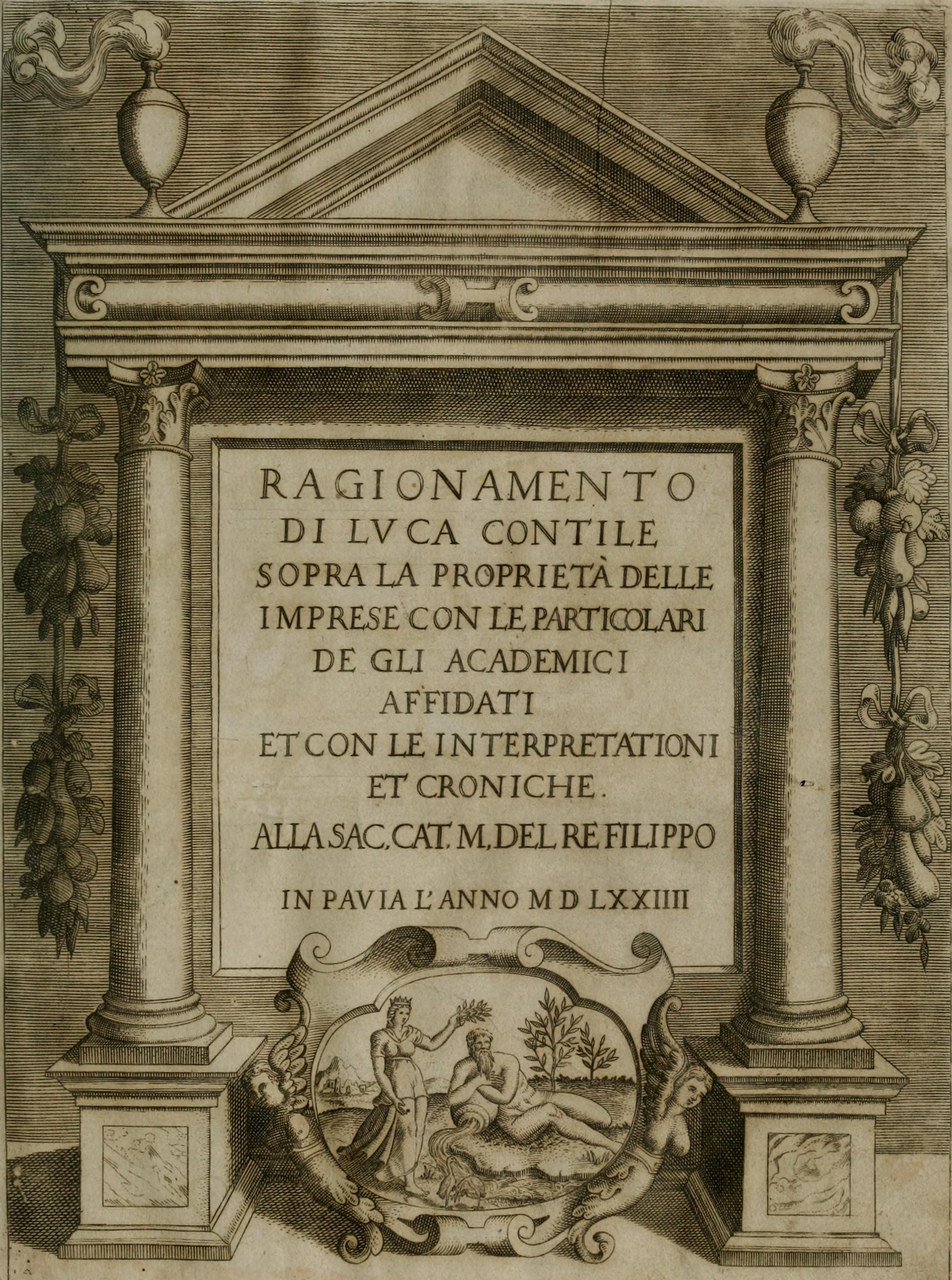
Ragionamento di Luca Contile sopra la proprietà delle imprese con le particolari de gli academici Affidati et con le interpretationi et croniche

Luca Contile (Cetona, 1505 – Pavia, 28 ottobre 1574) è stato un letterato, commediografo, poeta, storico, diplomatico e poligrafo italiano le cui numerose opere attualmente hanno interesse soprattutto per il loro valore documentario.

## Biografia
Appartenente a una famiglia aristocratica decaduta, fece studi umanistici, prima a Siena e successivamente a Bologna, che interruppe per entrare al servizio di principi e di ecclesiastici. Iniziò pertanto un periodo di incontri e viaggi che gli permisero di partecipare attivamente alla vita culturale italiana ed europea; le sue opere sono pertanto lo specchio, più che il riflesso, della vita cortigiana e accademica dell'Italia del XVI secolo.
Fu al servizio del cardinale Agostino Trivulzio a Roma dal 1527 al 1542; a Roma prese parte attiva all'Accademia della Virtù, un circolo fondato da Claudio Tolomei di cui fecero parte fra gli altri Annibal Caro, Marc'Antonio Flaminio e Francesco Molza. Nel 1542, lasciato il card. Trivulzio fu al servizio di Alfonso d'Avalos, marchese di Vasto, per conto del quale si recò in missione diplomatica a Worms. Morto il marchese nel 1546, restò al servizio della vedova Maria d'Aragona fino al marzo 1548, anno in cui fu assunto da Ferrante Gonzaga, governatore di Milano, per conto del quale svolse missioni diplomatiche a Napoli e in Polonia (1550).Durante il 1549, accompagnò la moglie del Gonzaga, Isabella de Capua, in un viaggio per i feudi di proprietà della nobildonna; questo compito gli era stato conferito proprio per mandare costantemente notizie di Isabella al marito dato che ella non godeva di buona salute. Guastatosi col governatore di Milano, nel 1552 passò alle dipendenze dell'arcivescovo di Trento Cristoforo Madruzzo, al servizio del quale rimase fino al 1558 quando fu licenziato per aver scritto alcune poesie satiriche. Fu poi per qualche tempo a Venezia, al servizio del generale veneziano Sforza Pallavicino da Fiorenzuola; a Venezia venne accolto nell'Accademia Veneziana. In questo periodo fu stipendiato anche dal duca di Parma Ottavio Farnese. Tornato a Milano nel 1560 presso i d'Avalos, su raccomandazione del marchese di Pescara nel 1562 fu nominato dagli Spagnoli commissario a Pavia, città dove rimase fino alla morte dedicandosi a studi storici e partecipando attivamente all'Accademia degli Affidati.

## Opere
Come letterato Contile fu un versatile poligrafo. A giudizio del Tiraboschi, Contile "fu uomo assai dotto, e delle buone lettere assai benemerito; degno perciò di più special ricordanza". Scrisse:
- opere in versi, fra cui due eloghe allegoriche di carattere encomiastico (la Nice e l'Agia), una raccolta di contenuto politico (Le sei sorelle di Marte: propugnava un'alleanza fra la Repubblica di Venezia e il regno di Spagna di Filippo II) e delle Rime sul modello del Petrarca che vennero tuttavia ammirate da Francesco Patrizi
- tre commedie (Cesarea Gonzaga, Trinozza e Pescara, quest'ultima intitolata dapprima l'Amicizia)
- alcuni Dialoghi spirituali
- opere di storia (l'Istoria de' fatti di Cesare Maggi da Napoli, sulle guerre in Italia nella prima metà del '500 e l'Istoria delle cose occorse nel Regno d'Inghilterra dopo la morte d'Odoardo VI, pubblicata tuttavia a firma di Giulio Raviglio Rosso a Venezia nel 1558[2])
- le Lettere, fra le più importanti del secolo XVI

### Epistole
- Luca Contile, Delle lettere di Luca Contile, diuiso in due libri. Nella inclita città di Pauia: appresso Girolamo Bartoli: ad instantia di Gio. Battista Turlini libraio, 1564
- Luca Contile, Lettere di Luca Contile, tratte dagli autografi che si conservano a Parma nell'archivio governativo. Prefazione di Amadio Ronchini. Venezia: Tip. del Commercio di M. Visentini, 1872

### Poesia
- Luca Contile, Le Rime di messer Luca Contile, diuise in tre parti, con discorsi, et argomenti di m. Francesco Patritio, et m. Antonio Borghesi. In Venetia: appresso Francesco Sansouino, et compagni, 1560
- Luca Contile, Le sei sorelle di Marte, canzoni di M. Luca Contile. In Fiorenza: appresso Lorenzo Torrentino, 1556
- Luca Contile, La Nice di messer Luca Contile, breuemente comentata dal signor caualiero Vendramini. In Milano: per Valerio, & Girolamo fratelli da Meda, adi 6. del mese de luglio, 1551
- Luca Contile, La Agia egloga del Contile recitata da la sopra humana donna Hipolita Gonzaga, e da molte altre sue gentildonne. Mediolani: excudebant Valerius, et Hieronymus Metii, anno 1552

### Saggi
- Luca Contile, Dialogi spirituali diuisi in banchetti, di Luca Contile Citonio. In Roma nella contrada del Pellegrino: per Baldassarre de' Cartolari perugino, 1543
- Luca Contile, Discorso del Contile sopra li cinque sensi del corpo nel comento d'un sonetto del signor Giuliano Gosellini. Milano: Valerio e Girolamo Meda, 1552
- Luca Contile, Imprese della Accademia degli Affidati di Pavia (nel "Discorso" di Luca Contile. Note introduttive di Cesare Repossi e Renato Marchi. Pavia: Torchio de' Ricci, stampa 1989
- Luca Contile, La historia de fatti di Cesare Maggi da Napoli, doue si contengono tutte le guerre successe nel suo tempo in Lombardia & in altre parti d'Italia & fuor d'Italia. Fedelmente raccolta da Luca Contile. Nella inclita città di Pauia: appresso Girolamo Bartoli, 1564
- Luca Contile, Ragionamento di Luca Contile sopra la proprietà delle imprese con le particolari de gli Academici Affidati et con le interpretationi et croniche. In Pauia: appresso Girolamo Bartoli, 1574

### Teatro
- Luca Contile, Comedia del Contile chiamata la Cesarea Gonzaga. In Milano: per Francesco Marchesino, il di X d'ottobre 1550
- Luca Contile, La Trinottia. Comedia di Luca Contile. In Roma: per Baldasare de Cartolari, 1544; nuova edizione: Comedia del Contile chiamata la Trinozzia. In Milano: per Francesco Marchesino, il di 12 nouembre 1550
- Luca Contile, La comedia del Contile chiamata la Pescara. In Milano: per Francesco Marchesino, il di XIII di septembre 1550